# Holbækmotorvejen
Holbækmotorvejen (M11) er en motorvej som går mellem Vigerslev og Tuse ved Holbæk (heraf navnet).
Motorvejen er en del af Primærrute 21 på Sjælland der løber fra Vigerslevvej i Valby ved København, videre syd om Holbæk og op til Sjællands Odde, hvor der er forbindelse med Molslinjen til Aarhus og/eller Ebeltoft.
Fra Tuse Nord er der bygget en ny 2+1-sporet motortrafikvej til nord for Vig, hvor den kobles sammen med resten af motortrafikvejen fra Lumsås. Denne strækning åbnede for trafik den 29. november 2013.
Motorvejen er på strækningen fra Vigerslevvej – Svogerslev sekssporet, mens strækningen videre til Tuse Nord er firesporet.

## Trafik
I 2005 blev der målt følgende trafik forskellige steder på Holbækmotorvejen:
- Vest for Albertslund: 71.000
- Syd for Roskilde: 52.000
- Ved Torkilstrup: 34.000
- Syd for Holbæk: 19.700

## Historie
| Motorvejsetaper  | Motorvejsetaper | Motorvejsetaper  | Motorvejsetaper | Motorvejsetaper | Motorvejsetaper | Motorvejsetaper | Motorvejsetaper |
| Fra              | Frakørsel       | Til              | Frakørsel       | Baner           | KM              | Åbningsår       | Bemærkninger |
| ---------------- | --------------- | ---------------- | --------------- | --------------- | --------------- | --------------- | --- |
| Vigerslevvej     |                 | Søndre Ringvej   | 2               | 6               |                 | 1968            | |
| Søndre Ringvej   | 2               | Roskildevej      | 5               | 6               |                 | 1974            | Øst→Nord del af motorvejskryds Vallensbæk bygges. |
| Roskildevej      | 5               | Baldersbrønde    | 7b              | 6               |                 | 1976            | Syd→Vest del af motorvejskryds Taastrup bygges. |
| Baldersbrønde    | 7b              | Hedelandsvej     | 9               | 4               |                 | 1960            | Blev bygget som stærkt savnet omfartsvej nord om Hedehusene |
| Hedelandsvej     | 9               | Københavnsvej    | 10              | 4               |                 | 1966            | Man havde glemt dette lille stykke vej mellem to motorvejsetaper. |
| Københavnsvej    | 10              | Ringstedvej      | 13              | 4               |                 | 1965            | Blev bygget som stærkt savnet omfartsvej syd om Roskilde. Afkørslen Ringstedvej blev bygget som en 297 graders karrussel for at lede trafikken nemmere videre mod Ringsted. |
| Ringstedvej      | 13              | Kirke Sonnerup V | 16              | 4               |                 | 1972            | |
| Kirke Sonnerup V | 16              | Langerød         |                 | 4               |                 | 1969            | |
| Langerød         |                 | Tuse Nord        | 20              | 4               |                 | 2006            | Endelig udvidelse af holbækmotorvejen fra 1969 L402 |
| Baldersbrønde    | 7b              | Hedelandsvej     | 9               | 4→8             |                 | 2012            | Motorvejen udbygges asymmetrisk mod syd. L523 (Webside ikke længere tilgængelig)                                                                                            |
| Hedelandsvej     | 9               | Lindenborgvej    | 14              | 4→6             |                 | 2012            | Motorvejen udbygges asymmetrisk mod syd. L523 (Webside ikke længere tilgængelig)                                                                                            |
| Tuse Nord        | 20              | Herrestrup       |                 | 2               |                 | 2013            | Indtil videre kun bygget som Motortrafikvej måske i fremtiden som motorvej. Anlægsloven L402                                                                                |
| Herrestrup       |                 | Vig Nord         |                 | 2               |                 | 2013            | indtil videre kun bygget som Motortrafikvej måske i fremtiden som motorvej. Anlægsloven L402                                                                                |